# L'isola di Arturo
L'isola di Arturo és una pel·lícula de drama italiana del 1962 dirigida per Damiano Damiani. Està basada en la novel·la del mateix nom escrita per Elsa Morante. La pel·lícula va guanyar la Conquilla d'Or al Festival Internacional de Cinema de Sant Sebastià 1962.

## Argument
Arturo és un noi de quinze anys. No sap res del món tret de Procida, la petita illa del golf de Nàpols, on va néixer i viu. Des del naixement viu sol: és orfe de mare i el seu pare Wilhelm li fa només rares visites. Un dia, Wilhelm torna a casa, acompanyat per la dolça Nunziata, amb qui s'ha casat unes hores abans a Nàpols. D'aquest segon casament neix un nen. Mentrestant, Arturo s'enamora de Nunziata. Wilhelm, per la seva banda, es revela lligat per un sentiment tèrbol a un tal Tonino Stella, que està tancat a presó. En el moment de l'alliberament, Tonino Stella és convidat per Wilhelm, que és colpejat i robat pel seu protegit abans de la separació definitiva. En aquest moment, Nunziata pren la situació per reconstruir un futur tranquil al seu marit i el seu fill. Arturo es fa home després d'aquestes primeres experiències i surt de l'illa per primera vegada.

## Repartiment
- Vanni De Maigret: Arturo
- Key Meersman: Nunziata
- Reginald Kernan: Wilhelm
- Gabriella Giorgelli: Teresa